# Psychotria kamialii
Psychotria kamialii är en måreväxtart som beskrevs av W.N.Takeuchi. Psychotria kamialii ingår i släktet Psychotria och familjen måreväxter. Inga underarter finns listade i Catalogue of Life.